# Саратовская крепость
Саратовская крепость или Саратовский кремль — деревянная крепость, заложенная в 1590 году воеводами Григорием Засекиным и Фёдором Туровым вблизи ордынского городища Укек, разрушенного в 1395 году Тимуром. Точное место первоначальной Саратовской крепости не установлено. Наиболее распространена версия, что она находилась на правом берегу Волги, предоположительно у впадения в неё реки Гусёлки, в 5 км к северу от современного Саратова, однако есть и версия, что она находилась на одноимённом острове.
В Смутное время крепость не раз подвергалась нападениям различных мятежников и самозванцев. Она была разграблена в 1606 году Илейкой Муромцем, однако царская власть была вскоре была восстановлена. В последующие годы гарнизон Саратовской крепости отбил нападения нескольких самозванцев, однако в промежутке между 1608 и 1613 годами гарнизон покинул город и отправился в Самару. Это событие означало конец первоначального Саратова.
С 1617 года до 1670-х годов Саратов находился на левом берегу Волги, на мысу, образуемому речками Саратовкой и Воложкой. Он был довольно большой крепостью с девятью башнями и периметром 1650 м, в которой постоянно находился гарнизон от 300 до 400 стрельцов. В 1670 году гарнизон без боя сдал крепость Степану Разину, воевода Кузьма Лутохин был казнён.
В 1674 году по указу царя Алексея Михайловича крепость вновь была перенесена на правый берег, к югу от Соколовой горы, на месте «рыбного городка» московского Новоспасского монастыря. В конце XVII века Саратовской крепости угрожали «воровские казаки», расселившиеся по реке Медведице. Они были разбиты служилыми людьми из Саратова, Тамбова, Царицына и Симбирска в 1689 году. В 1695 году Саратовская крепость перенесла крупный пожар, но была вскоре восстановлена, как свидетельствовал проезжавший через город в 1703 году голландец Корнелий де Бруин.
По описи 1703 года основу укреплений Саратова составлял земляной вал, полукольцом опоясывавший город и упиравшийся в берега Волги. С запада проходил глубокий Глебов овраг, по дну которого протекал ручей, что значительно усиловало оборонную линию. Вдоль речного берега также проходил вал, замыкая тем самым крепостной обвод. Его общая протяжённость составляла 2298 м. Вал включал 12 башен, четыре из которых имели проездные ворота: Московские, Царицынские, Пречистенские и Древянские.
В мае 1708 года саратовский гарнизон успешно защитил крепость от нападения участников Булавинского восстания (отряд атамана Лукьяна Хохлача). Гарнизон отбил несколько штурмов, пока под Саратов не прибыли калмыки, разгромившие булавинцев. В 1712 году Саратовская крепость вновь выгорела в большом пожаре, был повреждён и Троицкий собор. До 1716 года крепость была восстановлена.
В 1774 году накануне подхода участников Пугачёвского восстания Саратов и его укрепления вновь пострадали от сильного пожара, вследствие чего повстанцам не составило большого труда его взять. В последуюшие десятилетия Саратовская крепость утратила военное значения и была снесена из-за ветхости.